# Canna (miejscowość)
Canna – miejscowość i gmina we Włoszech, w regionie Kalabria, w prowincji Cosenza.
Według danych na rok 2004 gminę zamieszkiwały 863 osoby, 43,1 os./km².